# Kamanisan
Kamanisan is een bestuurslaag in het regentschap Serang van de provincie Banten, Indonesië. Kamanisan telt 7156 inwoners (volkstelling 2010).